# Proyecto Athena (computación)
El proyecto Athena era un proyecto en conjunto entre el Instituto de Tecnología de Massachusetts (MIT), Digital Equipment Corporation, e IBM para producir un ambiente de computación distribuida para el uso educativo a todo lo ancho del campus universitario. Fue lanzado en 1983, y la investigación y el desarrollo se hicieron hasta el 30 de junio de 1991, ocho años después de que comenzó. Athena todavía está en uso en el MIT, en fecha de 2009.
El proyecto Athena era importante en la historia temprana del escritorio y la computación distribuida. El proyecto Athena creó el X Window System, Kerberos, y el servicio de notificación Zephyr. Influenció el desarrollo de los clientes ligeros, LDAP, Active Directory, y la mensajería instantánea.

## Historia general
Las metas iniciales del proyecto Athena eran:
- Desarrollar herramientas de aprendizaje basadas en computador que fueran usables en múltiples ambientes educativos
- Establecer una base de conocimiento para futuras decisiones sobre la computación educativa
- Crear un ambiente computacional que soporte múltiples tipos de hardware
- Animar el intercambio de ideas, código, datos, y experiencia a través del MIT

Para implementar estas metas generales, el comité técnico decidió construir un sistema de computación distribuida. Los estudiantes tendrían acceso a estaciones de trabajo gráficas de alto rendimiento (para ese tiempo), capaces de 1 millón de instrucciones por segundo, y tener 1 megabyte de RAM, y de 1 megapixel de exhibición de pantalla. Al logearse en la estación de trabajo, ellos tendrían acceso inmediato a un conjunto universal de archivos y programas vía servicios centrales. La interfaz de usuario sería consistente a pesar del uso de diferentes vendedores de hardware para diferentes estaciones de trabajo. Un pequeño equipo necesitaría estar capacitado para mantener centenares de estaciones de trabajo, liderizando hacia el diseño de estaciones de trabajo "sin estado" o de "cliente ligero".
El proyecto desarrolló muchas tecnologías que son ampliamente usadas hoy en día, tal como el X Window System y Kerberos. Entre las otras tecnologías desarrolladas para el proyecto Athena están el conjunto de widgets Xaw, el servicio de notificación del Zephyr (que fue el primer servicio de mensajería instantánea), el servicio de nombres Hesiod y el servicio de directorio.
El X Window System se originó como un proyecto en conjunto del proyecto Athena y del MIT Computer Science and Artificial Intelligence Laboratory, y fue usado por Athena finger.
Cuando el proyecto Athena terminó en junio de 1991, el ambiente computacional fue renombrado como sistema Athena, y la administración fue transferida a la organización MIT Information Systems (El departamento IT del MIT). Athena todavía es usado por muchos en la comunidad del MIT a través de los cluster de computadoras dispersados alrededor del campus. Ahora también está disponible para la instalación en los computadores personales, incluyendo los laptops.

## Ambiente de computación educativa
Athena continúa en uso hoy en día, proporcionando una plataforma computacional ubicua para la educación en el MIT; los planes son para continuar su uso indefinidamente.
Athena fue diseñada para minimizar el uso de labores de trabajo en su operación, en parte con el uso de (lo que ahora es llamado) la arquitectura de "cliente ligero" y de las configuraciones de escritorio estándar. Esto no solo reduce el contenido las labores de trabajo en operaciones pero también minimiza la cantidad de entrenamiento para el despliegue, la actualización de software, y la localización de averías. Estas características continúan siendo de considerable beneficio hoy en día.
Al mantenerse con la intención original, el acceso al sistema Athena se ha agrandado grandemente en los últimos años. Considerando que en 1991 mucho del acceso estaba en "clusters" (los laboratorios de computadores) en los edificios académicos, el acceso se ha extendido a los dormitorios, las fraternidades y las hermandades, y los grupos independientes. Un par de dormitorios han soportado oficialmente los clusters de Athena. Además, la mayoría de los dormitorios tienen quioscos de "conexión rápida", que es una estación de trabajo independiente con un contador de tiempo para limitar el acceso a diez minutos. Los dormitorios tienen "un puerto acceso de Internet por almohada".
Originalmente, el lanzamiento de Athena usó la Berkeley Software Distribution (BSD) como el sistema operativo base para todas las plataformas de hardware. A mediados de años 1990, los clusters públicos consistieron del sistema operativo Solaris sobre el hardware SPARC de Sun Microsystems, y el sistema operativo Irix en el hardware MIPS de Silicon Graphics, inc. (SGI). El hardware SGI fue eliminado en anticipación del final de la producción de Irix en 2006. El Linux-Athena fue introducido en la versión 9, con el sistema operativo de Red Hat Enterprise Linux corriendo en un hardware x86 o x86-64 más barato. Athena 9 también reemplazó el sistema de menú "DASH", desarrollado internamente, y el Mofit Window Manager (mwm) con un escritorio GNOME más moderno. Athena 10, planeado para 2009, será basado solamente en el Linux Ubuntu (derivado de Debian). Se espera eliminar casi completamente el soporte para Solaris.

## El software educativo

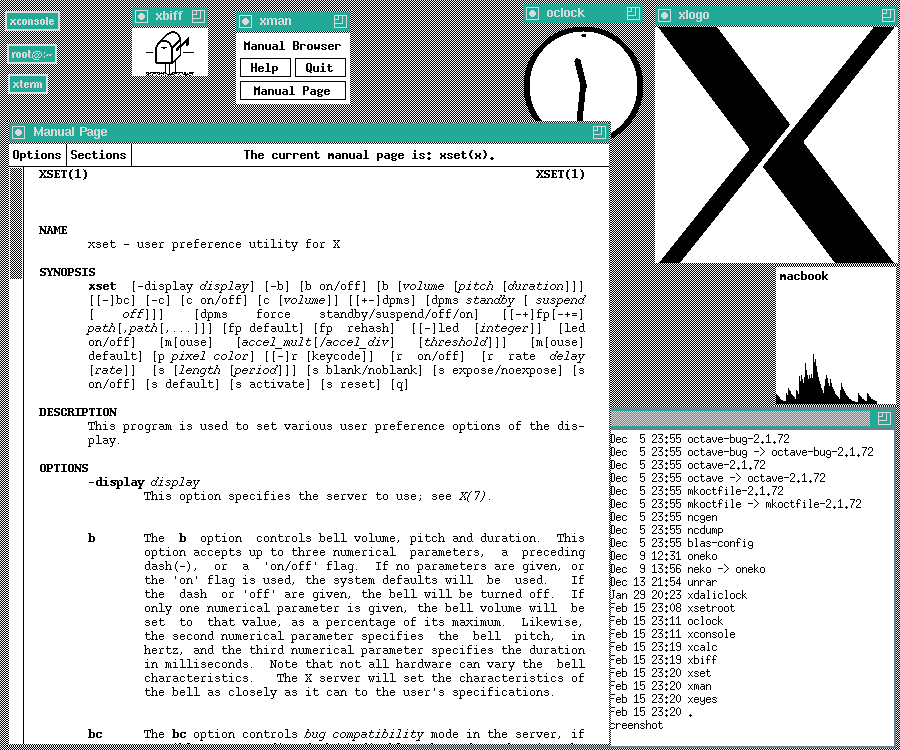
Un escritorio Unix basado en X Window System (alrededor de 1990).

El concepto original de Proyecto Athena era que habría un software específico a los cursos, desarrollado para utilizar conjuntamente con la enseñanza. Hoy, los computadores son más frecuentemente usados para las aplicaciones "horizontales" tales como correo electrónico, procesamiento de textos, comunicaciones, y gráficos.
El gran impacto de Athena en la educación ha sido la integración de las aplicaciones de terceros en los cursos. MATLAB y Maple (especialmente el primero) son integrados en un gran número de las clases de ciencia e ingeniería. La facultad espera que sus estudiantes tengan acceso y sepan cómo usar estas aplicaciones para los proyectos y las asignaciones de tareas, y algunos han usado la plataforma de MATLAB para reconstruir el material de enseñanza computarizado que habían construido originalmente usando el X Window System.
El software especializado de terceros es usado en Athena para un trabajo más específico en las disciplinas. El software de renderización para las clases de arquitectura y gráficos de computadora, el software de modelado molecular para la química, cursos de ingeniería química, y ciencia de materiales, y el software profesional usado por los ingenieros químicos en la industria, son importantes componentes para un número de clases del MIT en varios departamentos.
Aunque haya habido algunos ejemplos de softwares educativos específicos desarrollados en el MIT y en otras partes, su uso está lejos ser extenso y su éxito en la mejora de la educación no es aceptado ampliamente. Este resultado no es solo la situación en el MIT, pero es generalmente cierto a través de una educación más alta. De hecho, continúa el debate sobre el valor y el papel apropiado de las computadoras en la educación, con poco consenso en esta área.

## Contribuyendo al desarrollo de sistemas distribuidos
Athena no era un proyecto de investigación, y el desarrollo de nuevos modelos de computación no era un objetivo primario del proyecto. De hecho, lo opuesto era absolutamente cierto. El MIT quería, para la educación, un ambiente computacional de alta calidad. La única manera evidente de obtener uno era construirlo internamente, usando los componentes existentes donde estuvieran disponibles, y aumentando esos componentes con software para crear el sistema distribuido deseado. Sin embargo, el hecho de que esto fuera un desarrollo de punta en un área de intenso interés para la industria de computación trabajó fuertemente a favor del MIT atrayendo granes cantidades de financiamiento de fuentes industriales.
La larga experiencia ha demostrado que el desarrollo avanzado dirigido a solucionar problemas importantes tiende a ser mucho más exitoso que el desarrollo avanzado promoviendo la tecnología que luego debe buscar un problema para solucionar. Athena es un ejemplo excelente del desarrollo avanzado emprendido para cubrir una necesidad que era tanto inmediata como importante. La necesidad de solucionar un problema "real", mantuvo a Athena en la pista de enfocarse en cuestiones importantes y solucionarlas, y evitó que fuera desviado en problemas académicamente interesantes pero relativamente no importantes. Consecuentemente, Athena hizo muy significativas contribuciones a la tecnología de la computación distribuida, pero como un efecto secundario de solucionar un problema educativo.
La arquitectura de sistema de punta y las características de diseño iniciadas por Athena, usando terminología actual, incluyen:
- Modelo cliente-servidor de computación distribuida usando arquitectura de tres capas[cita requerida]
- Escritorios de cliente ligero (sin estado)
- Sistema de seguridad a todo lo ancho del sistema (Kerberos, autentificación cifrada y autorización)
- Servicio de nombres (Hesiod)
- X Window System, ampliamente usado dentro de la comunidad Unix
- X tool kit para la construcción fácil de interfaces humanas
- Mensajería instantánea (servicio en tiempo real de notificación Zephyr)
- Servicio de directorio a todo lo ancho del sistema
- Mantenimiento del sistema a todo lo ancho (Moira Service Management System)
- Sistema de ayuda en línea (OLH)
- Bulletin Board System público (Discuss)

Muchos de los conceptos de diseño desarrollados en el "consultor en línea" ahora aparecen en populares paquetes de software de help desk.
Debido a que los beneficios funcionales y de administración de sistemas proporcionados por el sistema Athena no estaban disponibles en ningún otro sistema, su uso se extendió más allá del campus del MIT. Para mantener la política establecida del MIT, el software fue hecho disponible a ningún costo a todas las partes interesadas. Digital Equipment Corp. "productizó" el software para hacerlo más portable, y lo ofrecidó al mercado junto con servicios de asistencia. Un número de organizaciones académicas e industriales instalaron el software Athena, contando probablemente con 40-60 en total.[cita requerida]
La arquitectura del sistema también encontró uso más allá del MIT. La arquitectura del software del Distributed Computing Environment (DCE) de la Open Software Foundation fue basada en los conceptos pioneros de Athena. Posteriormente, el sistema operativo de red Windows NT de Microsoft incorpora el Kerberos y varias otras características de diseño de arquitectura básica que fueron implementadas primero por Athena.

## Usuarios fuera del MIT
- Pixar Animation Studios, la compañía de gráficos y animaciones (entonces Lucasfilm Computer Graphics Project, ahora poseída por Walt Disney Pictures), usaba la mayor parte de los primeros cincuenta sistemas del Proyecto Athena antes de que entraran en uso general renderizando The Adventures of André and Wally B (Las aventuras de André y Wally B).
- El Estado de Iowa corrió una implementación de Athenea llamada "Proyecto Vincent", nombrado después de John Vincent Atanasoff, el inventor del computador Atanasoff Berry Computer.
- La Universidad Estatal de Carolina del Norte también corrió una variación Athena llamada del "Eos/Unity"
- La Universidad Carnegie Mellon corrió un sistema similar llamado Proyecto Andrew que difundió el AFS, sistema de archivos actual de Athena.
- El parque de la universidad de la Universidad de Maryland también corrió una variación de Athena originalmente llamada "Proyecto Glue", ahora renombrado como "TerpConnect".